# Torild Wardenær
Torild Wardenær, née le 30 novembre 1951 à Stavanger, est une écrivaine norvégienne.

## Biographie
Wardenær fait ses débuts littéraires en 1994 avec I pionértiden pour lequel elle reçoit le Prix des débutants Aschehoug. En 2007, son recueil PSI est nommé pour le prix Brage.
En 2015, elle est invitée en résidence pendant un an à la Internationales Künstlerhaus Villa Concordia à Bamberg par le ministre bavarois de l'Éducation et de la Culture. 
Ses poèmes sont traduits en plusieurs langues : anglais, français et allemand.

## Ouvrages
- I pionértiden (1994)
- null komma to lux (1995)
- Houdini til minne (1997)
- Døgndrift (1998)
- Titanporten (2001)
- Paradiseffekten (2004)
- PSI (2007)
- Mens Higgsbosonet gnager (2011)
- Passord: Kairos (2013)

## Distinctions
- 1997 : Mads Wiel Nygaard's Endowment (en)[1],[3]
- 1997 : Prix de poésie Herman Wildenvey (en)[4]
- 1998 : Prix Halldis Moren Vesaas (en)[5]
- 2014 : Prix Dobloug[6]